# King Woman
King Woman est un groupe américain de doom metal, post-metal et shoegazing, originaire de San Francisco, en Californie.

## Histoire
King Woman commence en 2009 en tant que projet solo de la chanteuse Kristina Esfandiari. Cependant il faut attendre 2013 avant que King Woman ne sorte son premier single à cause des engagements de Kristina auprès de ses autres groupes, notamment Whirr qu'elle quitte la même année. Degrida / Sick Bed sort le 11 juin 2013 sur le label Sleep Genius. Elle est alors accompagnée de Marc Manning (guitare et synthétiseur), de Jess Labrador (guitare et chœurs) et Justin Wasterlain (basse) pour l'enregistrement. Un an plus tard, le 17 juin 2014, paraît Dove / Fond Affections, qui sort sur le label The Native Sound. Kristina est alors accompagnée de Colin Gallagher, à la guitare, et de Patric Hills qui en plus de s'occuper de la production de l'album se charge aussi de la basse, des cordes et de la batterie. Dove / Fond Affections marque la fin de King Woman en tant que projet solo.
Doubt, le premier EP de King Woman, sort le 17 février 2015 sur le label The Flenser,. Il comprend alors Coling Gallagher et Patrick Hills, mais aussi Sky Madden à la basse et Joey Raygoza à la batterie. En 2016, King Woman signe avec le label Relapse. Created in the Image of Suffering, premier album du groupe, parait le 24 février 2017 sur le label Relapse ; il est enregistré par Jack Shirley. Sky Madden est remplacé par Peter Arensdorf à la basse. Colin Gallagher quitte le groupe en 2019, laissant Peter Arensdorf seul à gérer la basse et la guitare.
Le 30 juillet 2021 sort Celestial Blues sur le label Relapse et est lui aussi enregistré par Jack Shirley,,,,.

## Membres

### Membres actuels
- Kristina Esfandiari — chant
- Peter Arensdorf — basse (depuis 2016), guitare (depuis 2019)
- Joey Raygoza — batterie

### Anciens membres
- Colin Gallagher — guitare
- Patrick Hills — guitare
- Sky Madden — basse

## Discographie

### Album studio
- 2017 : Created in the Image of Suffering
- 2021 : Celestial Blues

### Singles et EP
- 2013 : Degrida / Sick Bed
- 2014 : Dove / Fond Affections
- 2015 : Doubt
- 2018 : I Wanna Be Adored